# La Chapelle-Saint-Martin
La Chapelle-Saint-Martin är en kommun i departementet Savoie i regionen Auvergne-Rhône-Alpes i sydöstra Frankrike. Kommunen ligger i kantonen Yenne som tillhör arrondissementet Chambéry. År 2022 hade La Chapelle-Saint-Martin 146 invånare.

## Befolkningsutveckling
Antalet invånare i kommunen La Chapelle-Saint-Martin
| Referens: INSEE |